# Jagdhaus Lednice

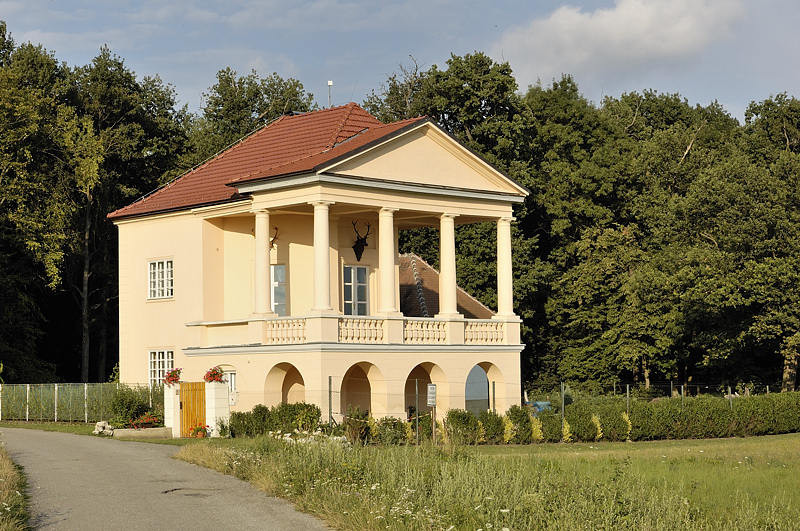

Das Jagdhaus Lednice (Lovecký zámeček) im Park des Schlosses Lednice (deutsch: Eisgrub) ist ein Staffagebau im UNESCO-Welterbe Kulturlandschaft Lednice-Valtice in Tschechien.

## Geografische Lage
Das Jagdhaus steht am Weg von Lednice nach Ladná unweit der Hansenburg und dem alten Verlauf der Thaya. In der Nachbarschaft steht ein Hegerhaus, wie es um 1900 durch den Architekten Carl Weinbrenner mehrfach in den Anlagen der Fürsten von Liechtenstein errichtet wurde.

## Bauwerk
Architekt des 1805/06 errichteten Jagdhauses war Joseph Hardtmuth. Es ist zweistöckig. Im Erdgeschoss befand sich die Wohnung des Revierjägers. Das Obergeschoss diente dem Amüsement der Herrschaft. Zentraler Raum ist hier ein achteckiger Salon. Von hier können Besucher auf eine Loggia heraustreten von der aus die Damen der Tierhatz zusehen konnten, die auf der vor dem Gebäude liegenden Wiese stattfanden. Die Loggia ruht im Erdgeschoss auf einer Arkade aus drei Bögen. Darauf stehen toskanische Säulen, die einen Spitzgiebel tragen, einen dreiachsigen Portikus bilden und so einen antiken Tempel imitieren.